# Una romança
Una romança és el títol d'una pintura a l'oli sobre tela realitzada per l'artista català Santiago Rusiñol i Prats (Barcelona, 25 de febrer de 1861 - Aranjuez, 13 de juny de 1931), datada el 1894. Es conserva al Museu Nacional d'Art de Catalunya (MNAC).

## Descripció formal
La pintura ens mostra una escena d’interior, on veiem una dona jove tocant un piano mentre un home l’observa des de darrere de l’instrument. El negre piano, que presenta una mena de canelobres daurats sortint-ne dels laterals, ocupa la major part de l’espai pictòric de la banda esquerra de la composició, destacant-se al seu costat el vestit vermell de la figura femenina. Aquesta porta els cabells recollits en un monyo, per sobre del clatell, i la seva atenta mirada està fixa en el llibre que té obert davant seu, recolzat en l’instrument musical. Seu a sobre d’una banqueta coberta per un mantell blanc. Pel que fa a la figura masculina, presenta cabells obscurs, bigoti i barba, i s’està subjectant el cap amb la mà dreta, recolzant el braç a sobre del piano. Destaca la pinzellada difusa i més lliure amb què està resolt el seu rostre, en contraposició amb la figura femenina, més perfilada. A sobre del piano trobem un gerro blanc amb flors grogues i una mena d’encenser. Al fons, predominen les tonalitats verdoses, blavoses i terroses, amb la representació d’unes parets que semblen pintades, amb superfícies emmarcades. Així mateix, a sobre del piano, a l’extrem superior esquerre, podem endevinar una pintura de grans dimensions emmarcada, i una altra de més petita, tallada per la composició, cap a l’extrem superior dret. En general, es tracta d’una pintura d’una gran vivacitat donada per la pinzellada solta amb què està executada.

## Contextualització historicoartística
La figura masculina retratada a la pintura s’ha pogut identificar amb el músic Erik Satie (1866-1925) gràcies a una carta de Rusiñol dirigida al crític d’art Raimon Casellas (1855-1910), datada l’1 de gener de 1894. Això, a la vegada, permet situar cronològicament i geogràfica el quadre. Correspon a la segona etapa de Rusiñol a París, entre 1893 i 1895, on s’estableix al número 53 del quai de Bourbon. Des de la seva primera estada a la capital francesa, Rusiñol coneixia i mantenia contacte amb Satie, llavors pianista del Chat Noir, i retratat també a les pintures Erik Satie tocant l’harmònium (1891) i Erik Satie, bohemi (1891). Pel que fa a la dona que apareix a la pintura, hi ha consens en identificar-la amb Stéphanie Nantas, que pertanyia al cercle d’amistats de Satie, i model principal de Rusiñol durant aquesta etapa. Concorda, a més a més, amb els trets físics que podem veure a altres olis de Rusiñol on la retrata, com Novel·la romàntica, del mateix 1894. De fet, ambdues obres tenen una història conjunta, ja que sembla que van ser pintades al pis de Rusiñol esmentat, i van ser enviades per l’artista figurar a l'Exposició de Belles Arts de Barcelona del 1894.
Una romança pot considerar-se una obra característica de l’etapa simbolista de Rusiñol. Les llargues estades a París van contribuir de manera decisiva en la configuració de la seva empremta personal en pintura. Una romança forma part de la sèrie d’obres on conrea la temàtica d’interiors poblats per figures femenines. El simbolisme d’aquests quadres rau en la seva expressió d’un món decadent i malaltís, que com a efecte provoca la malenconia de l’ànima d’aquestes dones, que alhora encarnen l’estat anímic del mateix Rusiñol. Tot reforçat per un ambient silenciós i misteriós, pintat amb tonalitats fosques de les quals sobresurt algun toc de color, com el vermell del vestit d’Una romança. A banda de l’ambient pictòric parisenc d’aquells moments, cal pensar en la influència que va exercir el descobriment per part de Rusiñol de la pintura d’El Greco, del qual va comprar dues pintures a principis de 1894, i dels primitius italians que va veure a Florència. Les obres a què fem referència són, principalment: Novel·la romàntica (MNAC 10898), Figura femenina (MNAC 65612), i La morfina (Museu Cau Ferrat), totes del 1894.
No obstant la seva inclusió en aquesta sèrie, podem dir que Una romança constitueix un cas singular gràcies al to alleugeridor que presenta en contraposició a la resta. Aquí Rusiñol representa a Nantas en una actitud activa, no limitant-se a la contemplació en el buit o a la lectura passiva sinó prenent el relleu de la creació, sota l’atenta mirada del seu amic Satie. Això també implica trencar amb la insuportable soledat a què està sotmesa la figura femenina en la resta d’escenes. Així mateix, la inclusió de l’element musical aporta a aquest quadre en particular la possibilitat de lectures intermedials, en relació amb la història de la música i la importància del piano en els interiors burgesos del segle XIX. A la vegada, la «romança» del títol no deixa de fer referència a un gènere musical molt cultivat a França i Itàlia durant la segona meitat del segle XIX, adquirint també connotacions rememoratives del romanticisme.

## Procedència de l'obra
A mitjans maig de l'any 1894 es va celebrar la Segona Exposició General de Belles Arts de Barcelona, on Rusiñol hi destinà tres olis: Una romança, La darrera recepta i Novel·la romàntica. La Diputació de Barcelona adquireix Una romança per 2.000 pessetes. La Diputació va donar l’obra al Museu Municipal de Belles Arts de Barcelona el 1906, amb número d’inventari MAM 11422. Formarà part de les col·leccions del Museu d'Art Modern de Barcelona, amb seu al Parc de la Ciutadella, fins al seu traspàs al MNAC el 1990, juntament amb la resta de la producció artística catalana dels segles XIX i XX.
Al llarg de la seva història, l’obra ha sigut identificada amb altres noms, com “Lección de piano” o “Romanza sentimental”.